# Anissa Dellidj
Anissa Dellidj (en arabe : أنيسة دليج), née le 6 avril 1993 à Seclin, est une footballeuse internationale algérienne évoluant au poste d'attaquante au FC Boubescque.

## Biographie

### Carrière en club
Anissa Dellidj débute au FC Seclin avant d'évoluer au FF Templemars-Vendeville de 2008 à 2015, essentiellement en deuxième division. Le FF Templemars Vendeville est absorbé par le LOSC en 2015, dont elle porte le maillot jusqu'en 2019 ; elle y connaît ses premiers matchs en première division, mais évolue essentiellement en équipe réserve. Elle joue ensuite la saison 2019-2020 au Grand Calais Pascal FC avant de rejoindre le FC Boubescque, qui joue en Régionale 1, en 2020.

### Carrière en sélection
En février 2020, elle est appelée pour la première fois en équipe d'Algérie, pour participer au Tournoi UNAF en Tunisie, où les Algériennes terminent quatrièmes ; Anissa Dellidj marque un but lors du match contre la Tanzanie (défaite 3-2).

## Statistiques
| Saison                | Club                     | Championnat           | Championnat | Championnat | Coupe(s) nationale(s) | Coupe(s) nationale(s) | Algérie | Algérie | Total | Total |
| Saison                | Club                     | Division              | M.          | B.          | M.                    | B.                    | M.      | B.      | M.    | B.    |
| 2008-2009             | FF Templemars Vendeville | Division 2            | -           | -           | 1                     | 0                     | -       | -       | 1     | 0     |
| 2009-2010             | FF Templemars Vendeville | Division 3            | 16          | 3           | -                     | -                     | -       | -       | 16    | 3     |
| 2010-2011             | FF Templemars Vendeville | Division 2            | 15          | 1           | 1                     | 0                     | -       | -       | 16    | 1     |
| 2011-2012             | FF Templemars Vendeville | Division 3            | 5           | 1           | 1                     | 0                     | -       | -       | 6     | 1     |
| 2012-2013             | FF Templemars Vendeville | Division 2            | 10          | 2           | 1                     | 0                     | -       | -       | 11    | 2     |
| 2013-2014             | FF Templemars Vendeville | Division 2            | 11          | 1           | -                     | -                     | -       | -       | 11    | 1     |
| 2014-2015             | FF Templemars Vendeville | Division 2            | 13          | 6           | 1                     | 0                     | -       | -       | 14    | 6     |
| Sous-total            | Sous-total               | Sous-total            | 70          | 14          | 5                     | 0                     | -       | -       | 75    | 14    |
| 2015-2016             | LOSC Lille               | Division 2            | 11          | 0           | -                     | -                     | -       | -       | 11    | 0     |
| 2016-2017             | LOSC Lille               | Division 2            | -           | -           | -                     | -                     | -       | -       | 0     | 0     |
| 2017-2018             | LOSC Lille               | Division 2            | 3           | 0           | -                     | -                     | -       | -       | 3     | 0     |
| 2018-2019             | LOSC Lille               | Division 2            | 1           | 0           | -                     | -                     | -       | -       | 1     | 0     |
| Sous-total            | Sous-total               | Sous-total            | 15          | 0           | -                     | -                     | -       | -       | 15    | 0     |
| 2019-2020             | Grand Calais Pascal      | Régionale 1           | -           | -           | 1                     | 0                     | 1       | 1       | 2     | 1     |
| Sous-total            | Sous-total               | Sous-total            | -           | -           | 1                     | 0                     | 1       | 1       | 2     | 1     |
| 2020-2021             | FC Boubescque            | Régionale 1           | -           | -           | -                     | -                     | -       | -       | 0     | 0     |
| Sous-total            | Sous-total               | Sous-total            | -           | -           | -                     | -                     | -       | -       | 0     | 0     |
| Total sur la carrière | Total sur la carrière    | Total sur la carrière | 85          | 14          | 6                     | 0                     | 1       | 1       | 92    | 15    |